# Turkmenistan
|  | Maskinoversættelse og/eller tvivlsomt indhold Denne sides indhold bærer præg af at være en maskinoversættelse og/eller meget dårligt og uklart formuleret. Det vurderes at sproget er så dårligt og eventuelt forkert eller til at misforstå, at det bør omskrives eller oversættes på ny. Du kan hjælpe med at oversætte til korrekt dansk i denne og lignende artikler. Hvis dette ikke sker inden for kort tid, kan en sletning komme på tale. Se evt. denne sides diskussionsside eller i artikelhistorikken. |

Turkmenistan er et land i Centralasien, som mod nordvest grænser op til Kasakhstan, mod nordøst til Usbekistan, mod sydøst til Afghanistan og mod sydvest til Iran. Mod vest er der kyst mod det Kaspiske Hav. Hovedstaden er Asjkhabad.

## Historie
I det 8. århundrede e.v.t. udvandrede tyrkiske-talende oghuz-stammer fra Mongoliet til nutidens Centralasien. Som en del af en stammesammenslutning, dannede oghuzerne det etniske grundlag for den moderne turkmenske befolkning. I det 10. århundrede blev navnet "turkmenske" første gang anvendt om de oghuziske stammer, der accepterede Islam og begyndte at bosætte sig i nutidens Turkmenistan, hvor de var under Seldsjukrigets herredømme, som var sammensat af oghuz-stammer, som levede i det nuværende Iran og Turkmenistan. Turkmenske soldater, der var i Seldsjukrigets tjeneste, spillede en vigtig rolle i spredningen af tyrkisk kultur, da de vandrede vestpå ind i nutidens Aserbajdsjan og øst Tyrkiet.
I det 12. århundrede væltede de turkmenske samt andre stammer Seldsjukriget. I det næste århundrede indtog mongolerne de nordligste områder, hvor turkmenerne havde bosat sig, hvilket spredte turkmenerne sydover og bidrog til dannelsen af nye stammer. I det 16. og 18. århundrede opstod der en række splittelser og alliancer mellem de nomadiske turkmenske stammer, som standhaftigt forblev uafhængige og skabte frygt bandt nabostammerne. I det 16. århundrede var de fleste af disse stammer under den nominelle kontrol af to stagnerende usbekiske khaganater, Khiva og Bukhara. Turkmenske soldater var et vigtigt element i det usbekiske militær i denne periode. I det 19. århundrede resulterede de turkmenske Jomudy-stammers oprør i, at stammens folk blev fordelt af de usbekiske herskere. Ifølge Paul R. Spickard: "Før den russiske erobring, var turkmenere kendt og frygtet for deres deltagelse i den centralasiatiske slavehandel."
Russiske styrker begyndte at besætte det turkmenske territorium sent i det 19. århundrede. Fra deres base i Krasnovodsk (nu Turkmenbashi) ved det Kaspiske Hav, vandt russerne til sidst over de usbekiske khanater. I 1881 blev modstand i turkmensk territorium knust i Slaget ved Geok Tepe, og kort tid derefter blev Turkmenistan sammen med det tilstødende usbekiske territorium indlemmet i det russiske kejserrige. Den russiske revolution i 1917 havde ringe direkte indflydelse, men i 1920'erne tiltrådte turkmenske styrker kasakherne, Kirgistan og usbekere i det såkaldte Basmachi oprør mod den nydannede Sovjetunionen. I 1924 blev Den turkmenske Socialistiske Sovjetrepublik dannet fra den tsaristiske provins Transkaspien. I slutningen af 1930'erne havde den sovjetiske reorganisering af landbruget ødelagt, hvad der var tilbage af den nomadiske livsstil i Turkmenistan, og Moskva havde taget kontrol over det politiske liv.
I 1985 overtog den kommunistiske leder Saparmurat Niyazov kontrollen over republikken, som stadig var en del af Sovjetunionen. I 1990 erklærede Den Øverste Sovjet i Turkmenistan suverænitet som en nationalistisk reaktion på en opfattelse af udnyttelse fra Moskva. Selvom Turkmenistan var dårligt forberedt på uafhængighed og Saparmurad Niyazov foretrak at bevare Sovjetunionen, tvang en opsplitning ham i oktober 1991 til opfordre til en national folkeafstemning, der godkendte uafhængighed. Turkmenistan erklærede sig selvstændigt for første gang i september 1991, men det var først i december 1991, at landets selvstændighed blev internationalt anerkendt.

## Geografi
Turkmenistan består af 90% ørken. En stor del af procenten udgør den store sand-ørken Karakum. I den nordlige del op ad Amu Darja floden er der et lille beboeligt område. Bjergene mod Iran, hvor også hovedstaden Asjkhabad ligger, er også beboelige. Det sidste område hvor beboelse er givtigt er ud mod det Kaspiske Hav. Man har bygget Karakumkanalen og overrislet ørkenen med vand fra Amu Darja floden. Formålet var at kunne dyrke landbrug, men udnyttelsen har udtørret Aralsøen.

## Politik
Turkmenistan er en tidligere sovjetisk republik, men har holdt fast i kommunismen. Selv om der er valg, er der ikke mange demokratiske rettigheder[kilde mangler]. Landet har kun et politisk parti, som kalder sig selv for kommunistisk. I de sidste mange år er landet blevet ledet af en dominerende leder, som både var præsident og leder af regeringspartiet. Den tidligere præsident Saparmurat Niyazov, styrede landet fra 1985, da det stadig var en del af Sovjetunionen, indtil hans død 21 december 2006. I 1999 var han udnævnt til præsident på livstid. Den nye præsident Gurbanguly Berdimuhammedow har lavet små reformer, men ellers følger han samme stil som Niyazov.
Regeringen kritiseres af FN's sikkerhedsråd for brud mod menneskerettighederne og undertrykkelse af folket[kilde mangler]. Regeringen har prøvet at skjule undertrykkelsen under påskud af, at det er kamp mod terror[kilde mangler].

## Økonomi
Landet har en økonomi som styret af staten. Turkmenistan råder over betydelige mængder olie og naturgas i det Kaspiske Hav. Det menes at de har 2 % af verdens naturgas, som bliver solgt til Rusland og Tyrkiet. Det er besværligt, da det kræver store rørledninger at eksportere så store mængder naturgas. Landet er desuden verdens 10. største producent af bomuld og eksporterer en del. På trods af landets store ressourcer som olie, naturgas og bomuld er landet et fattigt land. BNP pr. indbygger anslås til at være ca. 5700 dollars. Det skyldes den ringe udvikling af landets industri. Derfor forsøger regeringen, på trods af den kommunistiske overbevisning, at tiltrække udenlandske investeringer ved at danne frizonermed billig elektricitet og lave ejendomsskatter.

## Demografi
Turkmenerne er 89% muslimer og 8% russisk-ortodokse.